# حصار جبل طارق (1309)
حصار جبل طارق الأول (بالإسبانية: Toma de Gibraltar)‏، أحد معارك الاسترداد الإسبانية التي وقعت في 1309. دارت المعركة بين قوات مملكة قشتالة (معظمهم من المجالس العسكرية لإشبيلية) بقيادة خوان نونيز الثاني من لارا وألونسو بيريز دي غوزمان، ضد قوات إمارة غرناطة تحت قيادة أبو عبد الله محمد الثالث وأخيه أبو الجيوش نصر.